# Theope eudocia
Theope eudocia är en fjärilsart som beskrevs av John Obadiah Westwood 1851. Theope eudocia ingår i släktet Theope och familjen Riodinidae. Inga underarter finns listade i Catalogue of Life.